# Levélhatvány

Egy fa (felül) és a hozzá tartozó 3-levélhatványa (alul)

A matematika, azon belül a gráfelmélet területén egy {\displaystyle T} fa k-adik levélhatványa az a {\displaystyle G} gráf, melynek csúcsai a {\displaystyle T} levelei, élei pedig azokat a levélpárokat kötik össze, melyek {\displaystyle T}-beli távolsága legfeljebb {\displaystyle k}. Más megfogalmazásban {\displaystyle G} a {\displaystyle T^{k}} gráfhatvány egy feszített részgráfja, melyet {\displaystyle T} levelei feszítenek ki. Egy ilyen módon konstruált {\displaystyle G} gráf esetén az eredeti {\displaystyle T} fát {\displaystyle G} k-adik levélgyökének nevezik.
Egy gráf levélhatvány, ha egy gráf {\displaystyle k}-levélhatványa valamely {\displaystyle k} értékre. Az ilyen gráfoknak a filogenetikus (leszármazási alapú) rendszertan evolúciós fáinak rekonstrukciójában van szerepe.

## Kapcsolódó gráfcsaládok
Mivel az erősen merev körű gráfok hatványai is erősen merev körűek, valamint a fák is erősen merev körűek, ezért a levélhatványok mindig erősen merev körű gráfok.
Valójában a levélhatványok az erősen merev körű gráfok valódi részhalmazai; egy gráf pontosan akkor levélhatvány, ha egy fixed tolerance NeST gráf (neighborhood subtree tolerance gráf), melyek viszont az erősen merev körű gráfok valódi részhalmazai.
(Brandstädt et al. 2010) megmutatják, hogy az intervallumgráfok, valamint a gyökeres irányított útgráfok nagyobb osztálya is levélhatvány. Az egység-intervallumgráfok pontosan azok a levélhatványok, melyek alapjait hernyófák képezik.
A k-levélhatványok korlátos k-ra korlátos klikkszélességűek, de korlátlan kitevőre ez nem igaz.

## Struktúra és felismerés
Egy gráf akkor és csak akkor 2-levélhatvány, ha előáll klikkek diszjunkt uniójaként (tehát klasztergráf).
Egy gráf pontosan akkor 3-levélhatvány, ha egy (bull,dart,gem)-mentes merev körű gráf.
Ilyen és hasonló karakterizációk alapján a 3-levélhatványok lineáris időben felismerhetők.
A 4-levélhatványok karakterizációját (Rautenbach 2006) és (Brandstädt, Le & Sritharan 2008) adják meg, ez szintén lehetővé teszi a lineáris idejű felismerést.
A k ≥ 5 hatványokra a k-levélhatványok felismerése még nyitott kérdés, így az is, hogy általában a levélhatványok polinom időben felismerhetők-e.

## Fordítás
- Ez a szócikk részben vagy egészben a Leaf power című angol Wikipédia-szócikk ezen változatának fordításán alapul.  Az eredeti cikk szerkesztőit annak laptörténete sorolja fel. Ez a jelzés csupán a megfogalmazás eredetét és a szerzői jogokat jelzi, nem szolgál a cikkben szereplő információk forrásmegjelöléseként.